# Cessna 182
El Cessna 182, comercialitzat per l'empresa nord-americana Cessna amb el nom de Skylane, és un avió lleuger monomotor de 4 seients. El 182 és el segon model en popularitat fabricat per Cessna des de l'any 1956. Amb els anys s'han comercialitzat moltes variants actualitzades de l'Skylane.

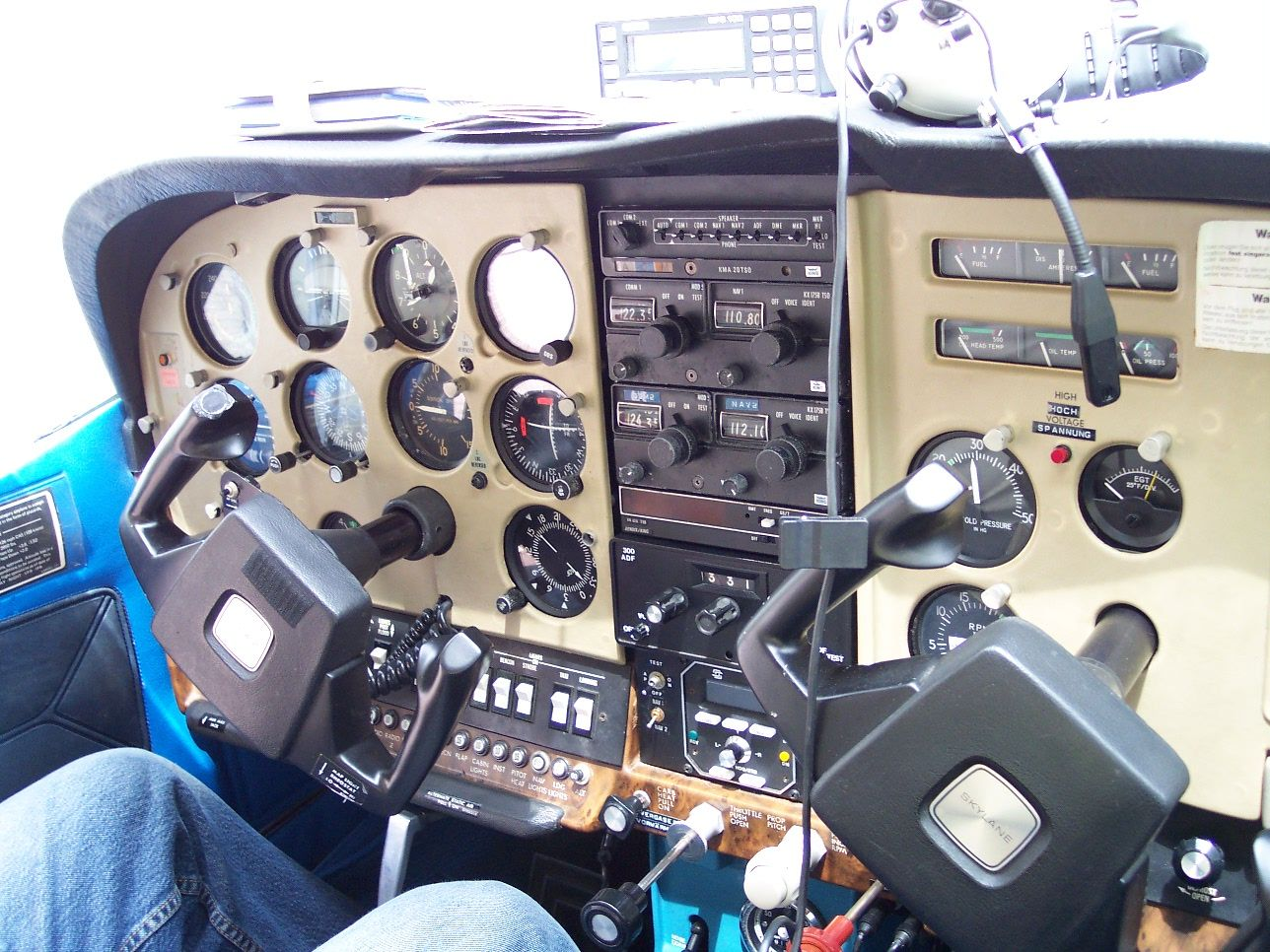
Cabina d'un Cessna 182, a l'Aeroport de Sabadell.

## Desenvolupament
El Cessna 182 va ser introduït l'any 1956 com a variant amb tren d'aterratge en tricicle del Cessna 180. El 1957 la variant 182A va ser la primera a rebre el nom Skylane. El models posteriors han introduït motors més potents i finestres més grans. A partir del 2005 Cessna oferir com a opció per substituir els instruments de vol tradicional la cabina de cristall Garmin G1000, amb pantalles multifunció i navegació GPS.

## Disseny
Es tracta d'un avió lleuger d'ala alta i tren d'aterratge en tricicle. El Cessna 182 està fabricat majoritàriament amb metall d'aleació d'alumini, tot i que certes parts com per exemple la vora de l'ala estan fabricats amb fibra de vidre o plàstics especials.

## Cultura popular
En els simuladors de vol existeixen una o més variants del Cessna 182, com el simulador de vol de codi obert FlightGear, així com en el sector comercial.

## Especificacions (Cessna 182T)
Dades obtingudes de Cessna Skylane 182T Specifications':
Característiques generals:
- Tripulació:1
- Passatgers: 3
- Llargària: 8,84 m
- Envergadura: 11,0 m
- Altura: 2,8 m
- Superfície alar: 16,2 m²
- Perfil alar: NACA 2412
- Pes buit: 894 kg
- Càrrega útil: 517 kg
- Pes màxim a l'enlairament: 1.406 kg

Planta motriu: 
- Motors: 1 x motor de combustió interna Lycoming IO-540-AB1A5
- Potència: 172 kW (230 CV)
- Hèlix: de 3 pales i pas constant

Rendiment:
- Velocitat màxima operativa: 150 nusos (278 km/h)
- Velocitat de creuer: 145 nusos (269 km/h)
- Velocitat màxima tolerable: 175 nusos (324 km/h)
- Velocitat mínima de vol: 49 nusos (91 km/h)
- Abast: 930 milles nàutiques (1.722 km)
- Sostre de servei: 18.100 peus (5.517 m)
- Taxa d'ascens: 4,7 m/s
- Càrrega alar: 87 kg/m²
- Relació potència/massa: 122 W/kg

## Galeria d'imatges

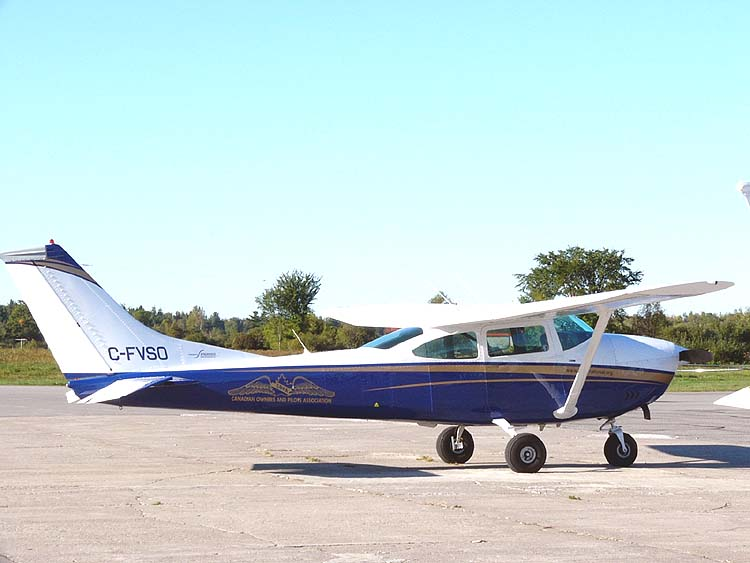
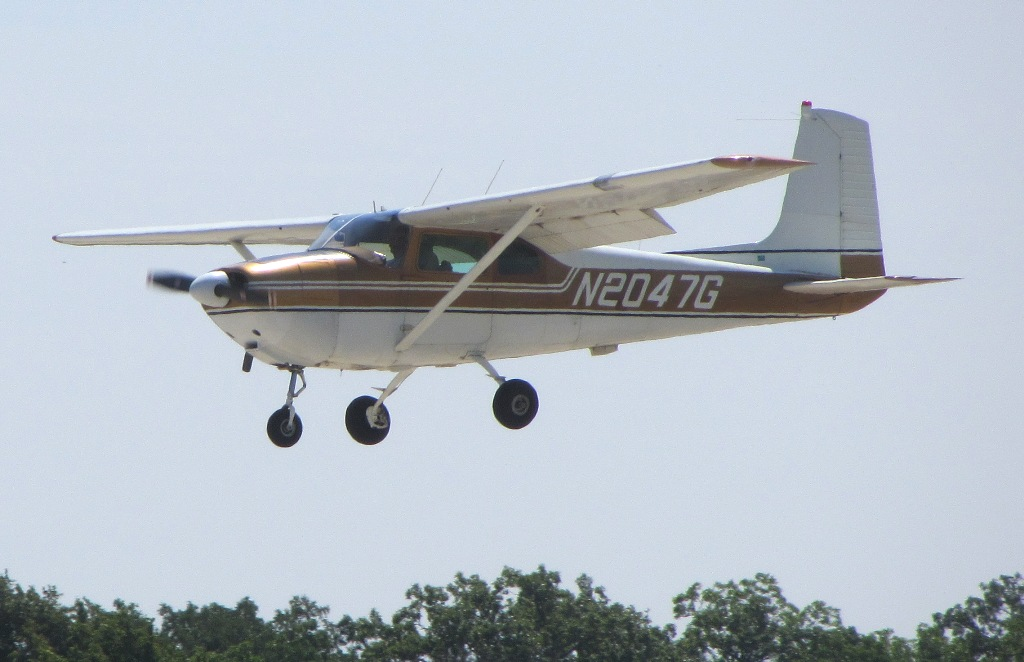
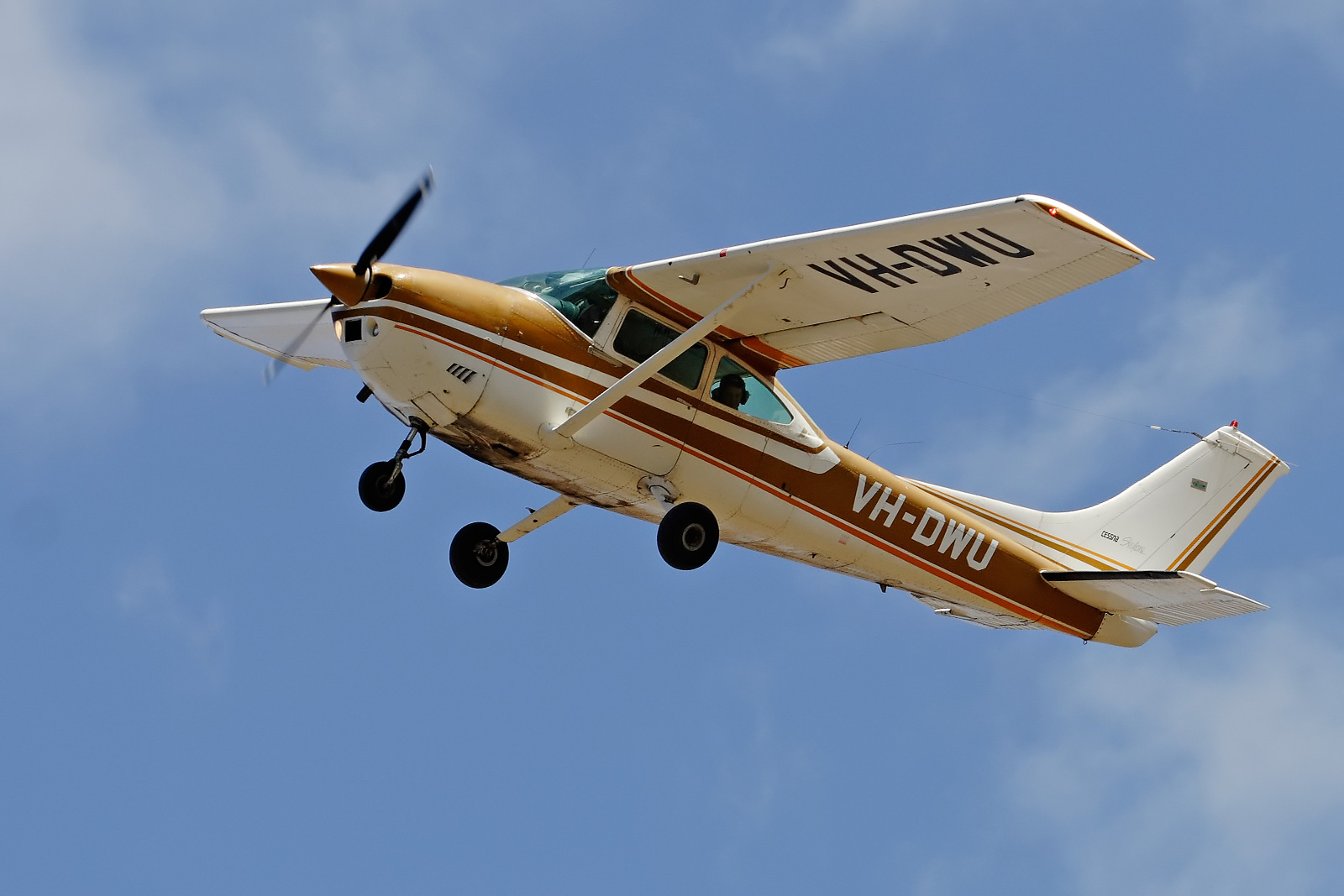
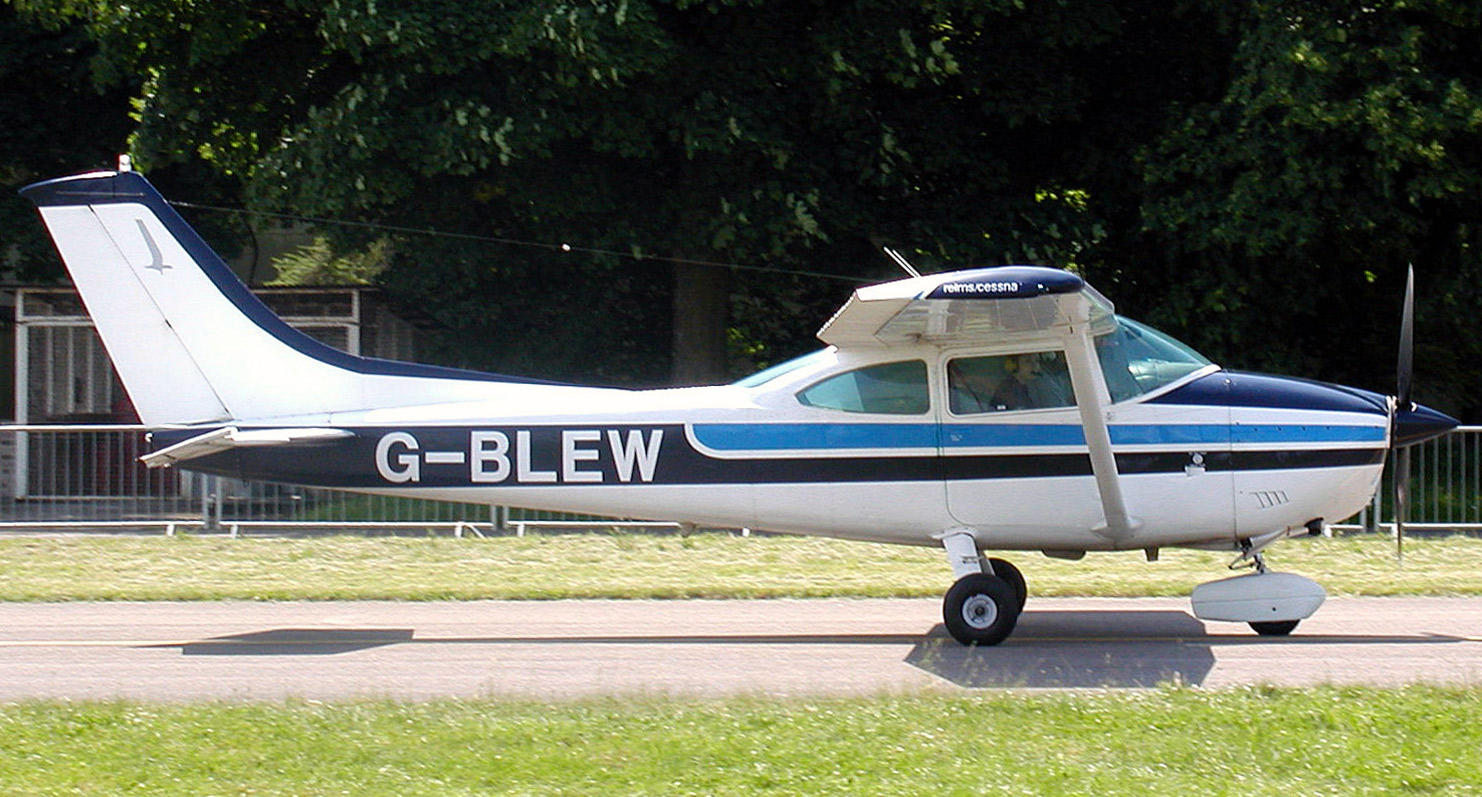
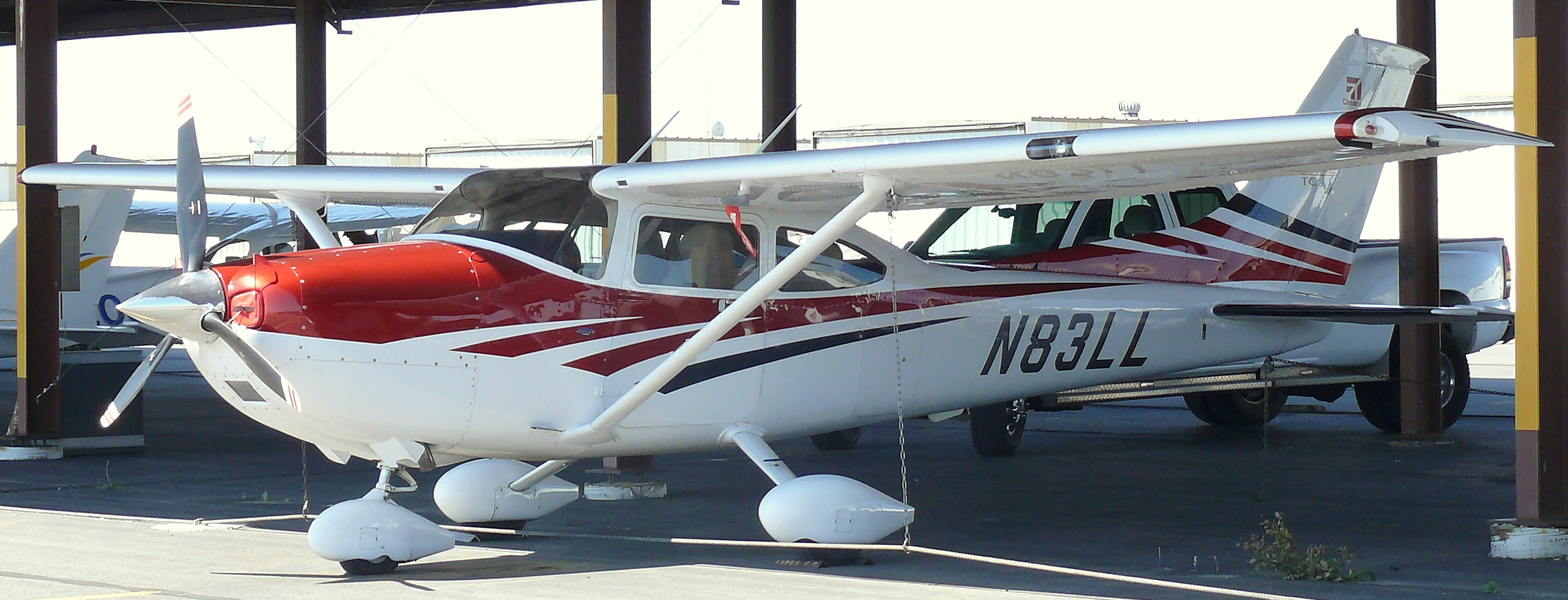
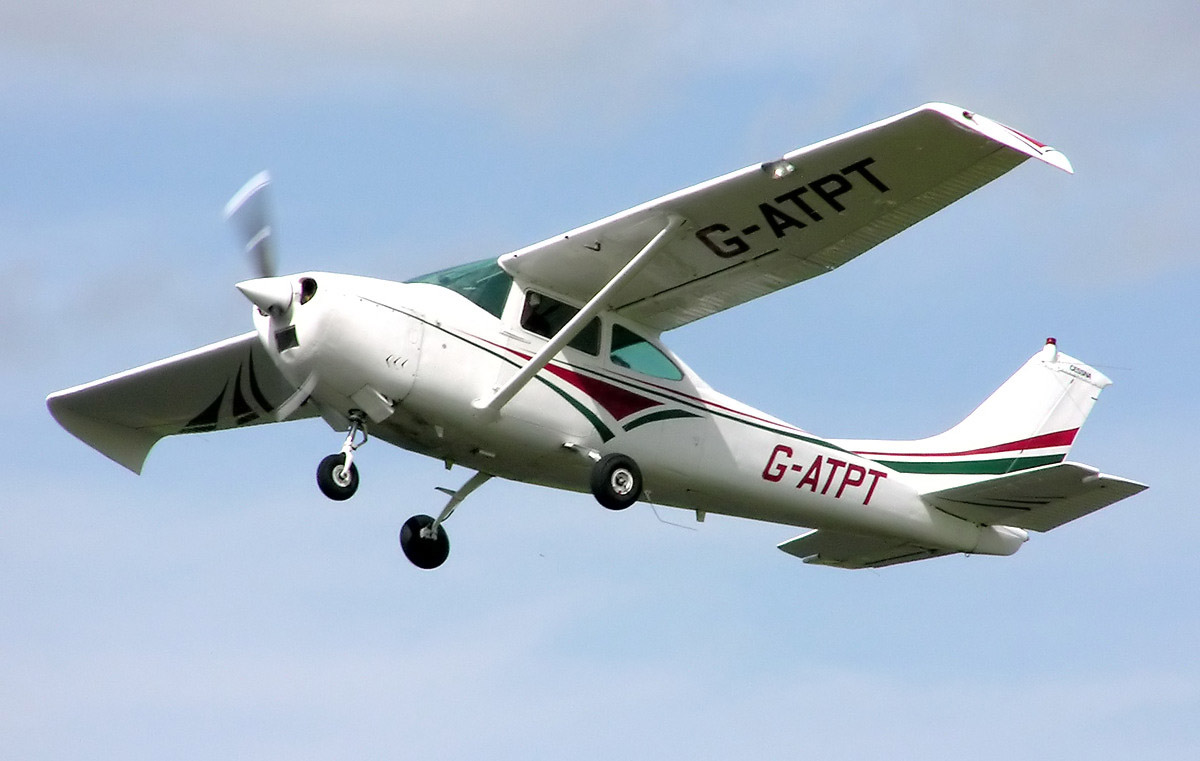
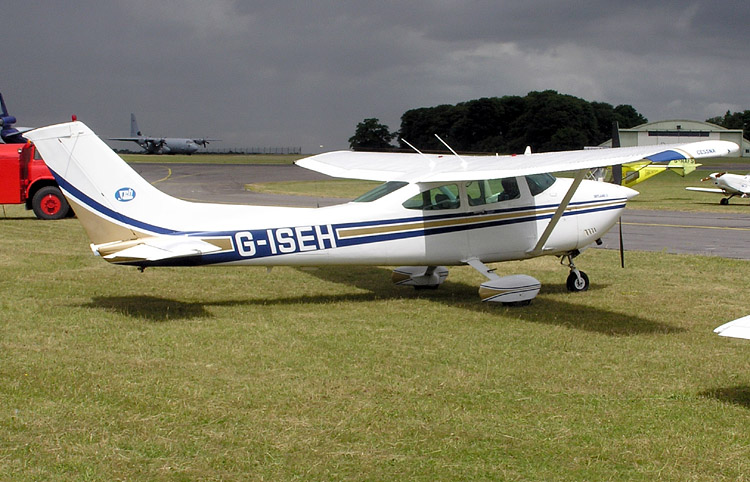